# Статичный бюджет
Статичный бюджет (жёсткий бюджет, англ. static budget) — бюджет, который формируется в начале планового периода и действует в течение запланированного периода при заданном уровне деловой активности.

## Определение
Американский профессор Рэй Гаррисон определяет статичный бюджет как бюджет, формирующийся в начале планового периода и действующий в течение запланированного периода при заданном уровне деловой активности.
Английский профессор Колин Друри определяет жёсткий бюджет как бюджет единственного уровня деятельности; смета, которая не меняется и не зависит от уровня активности.